# Derecho de acceso a Internet
El derecho de acceso a Internet es uno de los derechos digitales que posee toda persona para utilizar Internet con el fin de ejercer y disfrutar de su derecho a la libertad de expresión entre otros derechos humanos fundamentales, de forma que los Estados y las Naciones Unidas tienen la responsabilidad de garantizar que el acceso a Internet sea ampliamente disponible, no pudiendo restringirlo injustificadamente. El acceso a Internet está reconocido como un derecho fundamental por las leyes de varios países y como un derecho humano por parte de la Organización de las Naciones Unidas (ONU). Por su parte, el Tribunal Europeo de Derechos Humanos también señala este carácter.
En la actualidad, como ha estudiado recientemente el Prof. Dr. Moisés Barrio Andrés, el debate jurídico se centra primero en la "funcionalidad" del acceso a Internet, es decir, que la garantía jurídica comprenda no sólo una velocidad sino también parámetros de calidad de la conexión. Y también se viene discutiendo si el acceso a Internet debe plasmarse en las Constituciones como un nuevo derecho fundamental.

## Definición
Según la Relatoría Especial para la Libertad de Expresión de la Comisión Interamericana de Derechos Humanos (CIDH), el derecho de acceso a Internet debe garantizar la conectividad y el acceso universal, ubicuo, equitativo, económicamente accesible y de calidad adecuada, a la infraestructura de Internet y a los servicios de las tecnologías de la información y la comunicación.

## Internet como derecho humano
Durante el 32° período de sesiones del Consejo de Derechos Humanos, celebrado en junio de 2016, se acoge la Agenda 2030 para el Desarrollo Sostenible, durante la Cumbre Mundial sobre el Desarrollo Sostenible celebrada en las Naciones Unidas del 25 al 27 de septiembre de 2015,  aprobada mediante la resolución A/RES/70/1. En ella se reconoce la expansión de las tecnologías de la información y las comunicaciones y la interconexión para acelerar el progreso humano, superar la brecha digital y desarrollar las sociedades del conocimiento, reconociendo la importancia decisiva de la colaboración de los gobiernos, la sociedad civil, el sector privado, la comunidad técnica y el sector académico, en la protección y promoción de los derechos humanos y las libertades fundamentales en Internet.

## Obligaciones de los Estados
El 1 de junio de 2011 el Relator Especial de las Naciones Unidas para la Libertad de Opinión y de Expresión, Frank LaRue; la Representante para la Libertad de los Medios de Comunicación de la Organización para la Seguridad y la Cooperación en Europa (OSCE), Dunja Mijatović; la Relatora Especial de la Organización de Estados Americanos (OEA) para la Libertad de Expresión, Catalina Botero Marino y la Relatora Especial sobre Libertad de Expresión y Acceso a la Información de la Comisión Africana de Derechos Humanos y de los Pueblos (CADHP), Faith Pansy Tlakula; firmaron la Declaración conjunta sobre la libertad de expresión e Internet. 
En ella acordaron que los diferentes Estados nacionales deben:
- Promover el acceso universal a Internet para poder garantizar el disfrute efectivo de derechos humanos como la libertad de expresión, el derecho a la educación, la atención de la salud y el trabajo, entre otros derechos fundamentales.
- Generar mecanismos regulatorios que fomenten el acceso a Internet, especialmente en las poblaciones más vulnerables ya sea por escasez de recursos o por encontrarse en zonas rurales o alejadas de los centros urbanos.
- Ofrecer puntos de acceso públicos a tecnologías de información y comunicación.
- Concientizar a la población sobre el uso adecuado de Internet y los beneficios que de ello se deriva.
- Asegurar el acceso equitativo a Internet para personas con discapacidad.

A su vez, la Declaración exhorta a los Estados a generar planes de acción de varios años de duración que incluyan monitoreos, informes públicos y estándares de transparencia.

## Violaciones al derecho
La Declaración de las Naciones Unidas en junio de 2011 deja en claro que no existe razón alguna que justifique la interrupción del acceso a Internet, ya sea de poblaciones enteras o de segmentos de público, ni siquiera por motivos de orden público o de seguridad nacional. Del mismo modo condena la reducción de la velocidad de navegación y la imposición de obligaciones de registro u otros requisitos a proveedores de servicios. Advierte también que muchos Estados han violado el derecho de acceso a Internet o han adoptado medidas que restrigen la libertad de expresión.
Algunos casos de relevancia internacional son la censura de Internet que opera el gobierno de la República Popular China desde 2003; el bloqueo general de acceso a Internet en todo el territorio de Egipto, ordenado por el dictador Hosni Mubarak, durante las protestas llevadas adelante en enero de 2011; y el apagón operado por el gobierno de la República Islámica de Irán en 2019, también durante una serie de protestas civiles; entre muchos otros casos.
En 2000, el Parlamento de Estonia aprobó la Ley sobre el reconocimiento del acceso a Internet como un derecho humano inalienable.
El 30 de julio de 2010 La Corte Suprema de Costa Rica ha reconocido el acceso a Internet como un derecho humano inalienable.
El 13 de febrero de 2014, se peticionó al Parlamento Europeo modificar el Tratado de la Unión Europea con el fin de convertir el acceso a Internet en un derecho humano inalienable para todos los miembros de la UE y obligar a los Estados a garantizarlo. La Comisión de Peticiones consideró que, a la luz del marco jurídico vigente y las acciones implementadas, no deviene necesario extender el ámbito de los derechos fundamentales.

## Argentina

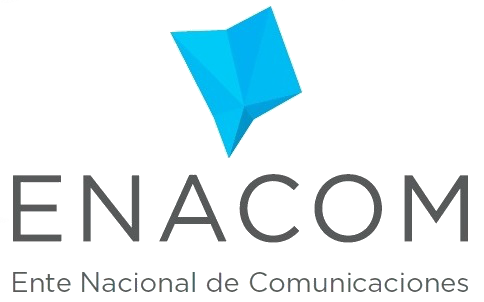
El Ente Nacional de Comunicaciones (ENACOM) es la autoridad de aplicación de la Ley Argentina Digital.

En la República Argentina, el 18 de diciembre de 2014, se promulgó la ley 27.078 conocida como Ley Argentina Digital, que en su artículo 1.ro declara de interés público el desarrollo de las Tecnologías de la Información  y  las  Comunicaciones,  las  Telecomunicaciones,  y  sus  recursos  asociados. Establece también la neutralidad de las redes y se propone como objetivo posibilitar el acceso de la totalidad de los habitantes de la República a los servicios de la información y las comunicaciones en condiciones sociales y geográficas equitativas, con los más altos parámetros de calidad.
En el artículo 18 de la ley, el Estado garantiza la universalidad de los servicios de tecnologías de información y comunicación, asegurando el acceso en condiciones de calidad, asequibilidad y a precios justos y razonables, con independencia de la localización geográfica.
Incluso prevé, en el artículo 58, que será la autoridad de aplicación de la ley, el ENACOM, quien determine la  Velocidad  Mínima  de  Transmisión  (VMT)  que  deberán  posibilitar  las  redes  de  telecomunicaciones a los fines de asegurar la efectiva funcionalidad de los servicios de TIC, debiendo los licenciatarios  de  estos servicios  proveer  a  sus  usuarios finales la velocidad fijada. El 17 de mayo de 2016, el ENACOM aprobó el Reglamento General del Servicio Universal mediante la Resolución n° 2642 a fin de diseñar los programas tendientes a asegurar el acceso a los servicios TIC, conforme lo establecido en el artículo 18 de la ley 27.078.

## México

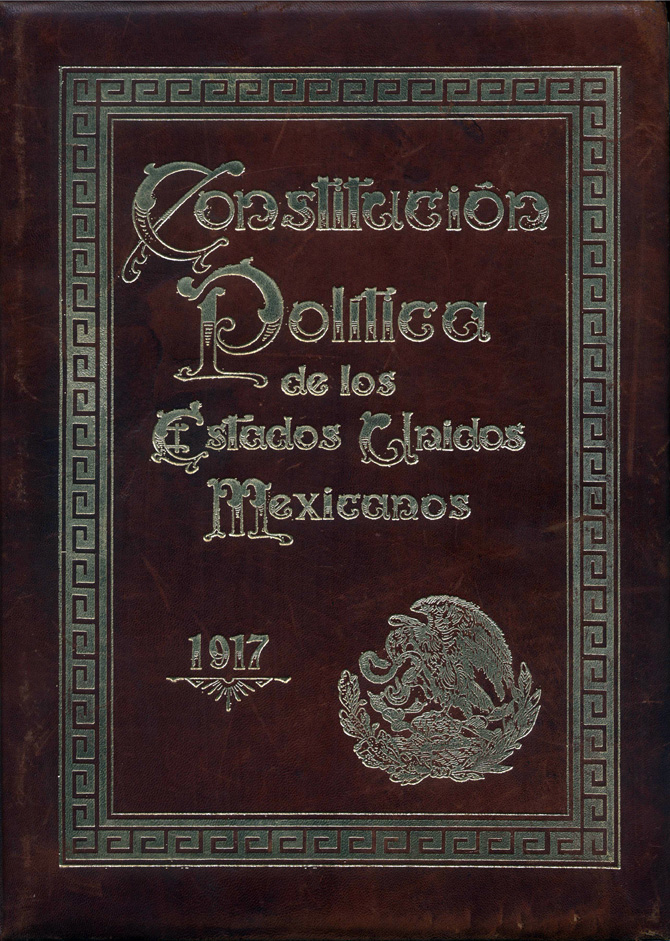
Portada Original de la Constitución Mexicana de 1917

El 11 de junio de 2013 el entonces presidente de los Estados Unidos Mexicanos, Enrique Peña Nieto, presentó una reforma constitucional en materia de telecomunicaciones, que fue aprobada por la Comisión Permanente del Congreso de la Unión el 22 de mayo del mismo año. Esta reforma de telecomunicaciones modificó diversos artículos de la Constitución. En cuanto al derecho de acceso a Internet el artículo 6 fue reformulado para garantizar la inclusión de la población a la sociedad de la información y del conocimiento y su acceso a las tecnologías de la información, incluyendo a la banda ancha e Internet como servicios de telecomunicaciones, y declarando que éstos deben ser prestados en condiciones de competencia, calidad, pluralidad, cobertura universal, interconexión, convergencia, acceso libre y continuidad.
La nueva normativa reconoce la función social de los servicios de telecomunicaciones y radiodifusión, y por lo tanto el derecho de todo ciudadano al acceso a las tecnologías de información y comunicación.

## España
En España, el artículo 81 de la Ley Orgánica 3/2018, de 5 de diciembre, de Protección de Datos Personales y garantía de los derechos digitales garantiza un acceso universal, asequible, de calidad y no discriminatorio para toda la población. 

Artículo 81. Derecho de acceso universal a Internet

1. Todos tienen derecho a acceder a Internet independientemente de su condición personal, social, económica o geográfica.
2. Se garantizará un acceso universal, asequible, de calidad y no discriminatorio para toda la población.
3. El acceso a Internet de hombres y mujeres procurará la superación de la brecha de género tanto en el ámbito personal como laboral.
4. El acceso a Internet procurará la superación de la brecha generacional mediante acciones dirigidas a la formación y el acceso a las personas mayores.
5. La garantía efectiva del derecho de acceso a Internet atenderá la realidad específica de los entornos rurales.

6. El acceso a Internet deberá garantizar condiciones de igualdad para las personas que cuenten con necesidades especiales.

La Carta de Derechos Digitales de España, de julio de 2021, apunta a la responsabilidad de los poderes públicos para garantizar el acceso efectivo de todas las personas a los servicios y oportunidades que ofrece el entorno digital. Este documento no es vinculante, sino que "ofrece un marco de referencia para garantizar los derechos de la ciudadanía en la nueva realidad digital" y deberá cristalizarse en normativas específicas.

IX Derecho de acceso a Internet

1. En las condiciones establecidas en la normativa europea y nacional sobre el servicio universal de comunicaciones electrónicas, se promoverá el acceso universal, asequible, de calidad y no discriminatorio a Internet para toda la población.

2. Los poderes públicos podrán impulsar, dentro del orden constitucional de atribución de competencias, políticas dirigidas a garantizar el acceso efectivo de todas las personas a los servicios y oportunidades que ofrecen los entornos digitales en cualquiera de sus dimensiones, garantizarán el derecho a la no exclusión digital y combatirán las brechas digitales en todas sus manifestaciones, atendiendo particularmente a la brecha territorial, así como a las brechas de género, económica, de edad y de discapacidad.